# Wiktor Kowalenko
Wiktor Wiktorowytsch Kowalenko (ukrainisch Віктор Вікторович Коваленко, englisch Viktor Viktorovych Kovalenko; * 14. Februar 1996 in Cherson) ist ein ukrainischer Fußballspieler.

## Karriere

### Vereine
Kowalenko spielte ab 2007 in der Jugend von Schachtar Donezk und hatte damals dem ukrainischen Rekordmeister Dynamo Kiew abgesagt. Er war ab dem 1. Juli 2015 fester Bestandteil der ersten Mannschaft. Sein Ligadebüt in der Premjer-Liha gab der Mittelfeldspieler im Februar 2015, als er noch Teil der zweiten Mannschaft war und beim Ligaspiel gegen Worskla Poltawa in der 84. Spielminute eingewechselt wurde. Neben einem weiteren Einsatz in der Liga kam Kowalenko noch zu zwei Einsätzen im Pokal und einer Vielzahl an Einsätzen in der UEFA Youth League. In der Qualifikation zur UEFA Champions League 2015/16 kam Kowalenko in der 3. Qualifikationsrunde beim Spiel gegen den türkischen Vertreter Fenerbahce Istanbul zu seinem ersten Einsatz im Europapokal, als er in der 79. Spielminute eingewechselt wurde. Nachdem sich Donezk dort und in den Play-off-Spielen gegen Rapid Wien durchgesetzt hatte, nahm der Verein an der UEFA Champions League 2015/16 teil, wo man in Gruppe A auf Real Madrid, Paris Saint-Germain und Malmö FF traf. Kowalenko kam in der Gruppenphase auf fünf Einsätze und Donezk schied als Gruppendritter zwar aus der Champions League aus, spielte aber in der UEFA Europa League weiter. Dort erreichte das Team das Halbfinale und besiegte unter anderem den FC Schalke 04, in jenem Spiel besorgte Kowalenko den 3:0-Endstand. Anfang Februar 2021 wechselte er, wenige Monate vor Ende seines jüngsten Vertrags bei Schachtar Donezk, zu Atalanta Bergamo. Die Ablösesumme lag bei 600.000 Euro, einem Zehntel von Kowalenkos damaligem Marktwert. Dort kam er bis zum Saisonende jedoch nur zu einem dreiminütigen Einsatz im Ligaspiel bei Hellas Verona. Anschließend wurde Kowalenko im Sommer 2021 für insgesamt zwei Jahre an den Ligarivalen Spezia Calcio verliehen. Im Sommer 2023 folgte die Leihe zum FC Empoli. Ende August 2024 wurde der Vertrag zwischen Kowalenko und Atalanta einvernehmlich aufgelöst.

### Nationalmannschaft
Kowalenko durchlief ab der U-16 alle Juniorenauswahlen seines Landes und stand im September 2015 erstmals im erweiterten Kader der A-Nationalmannschaft. Am 24. März 2016 bestritt er gegen Zypern sein erstes A-Länderspiel, als er zur zweiten Halbzeit eingewechselt wurde. Vier Tage später spielte er gegen Wales erstmals über die volle Spielzeit auf der Linksaußenposition. Im Juni 2016 wurde Kowalenko ins Aufgebot der Ukraine für die Europameisterschaft 2016 in Frankreich aufgenommen. Gegen Deutschland und gegen Nordirland stand er jeweils in der Startaufstellung und wurde dann in der Schlussviertelstunde bei Rückstand des eigenen Teams ausgewechselt. Im letzten Spiel gegen Polen wurde er erst in der letzten Viertelstunde eingewechselt. Danach war das Turnier für die Ukraine beendet.

## Erfolge
- Ukrainischer Superpokalsieger: 2015, 2017
- Ukrainischer Meister: 2017, 2018, 2019, 2020
- Ukrainischer Pokalsieger: 2016, 2017, 2018, 2019

## Auszeichnungen
- Torschützenkönig der U-20-Weltmeisterschaft: 2015 (5 Tore)
- Bester Nachwuchsspieler der Premjer-Liha: 2015/16